# Dumitru Toma
Dumitru Toma (n. 8 noiembrie 1955, Curtici, județul Arad) este scriitor de literatură pentru copii și jurnalist român. Este al doilea scriitor arădean care a fost introdus în manualele școlare, după Ștefan Augustin Doinaș.

## Studii
A urmat școala primară și gimnaziul la Școala Generală nr. 4 din Arad, iar studiile liceale la Liceul nr. 2 din Arad.

## Activitatea literară
Debutează literar în anul 1979 cu povestirea Banditul Cri-cri-cri, publicată în Almanahul copiilor. Debutul editorial are loc în anul 1981, cu volumul de povestiri pentru copii Fata mestecenilor. Ulterior va publica povestiri, proză scurtă și romane, care îi vor confirma vocația de prozator. Devine unul din scriitorii reprezentativi din Arad, a cărui activitate literară a dus la includerea unor povestiri ale sale, din volumul Povestiri pentru furnici și copii mai mici, în două manuale școlare: povestirea Mostrofontul în Abecedarul pentru clasa I și povestirea Un licurici grăbit în manualul de Limba română pentru clasa a II-a.

## Activitatea jurnalistică
Este ziarist de profesie, colaborând la reviste ca Orizont, Vatra, Suplimentul Scânteii tineretului, Familia, Cronica, Luceafărul.

## Volume publicate
- Fata mestecenilor (povestiri), 1981;
- Orașul piticoților mincinoși (roman-basm), 1983;
- Făt-Frumos certat cu gluma (basm), 1983;
- Povestiri pentru furnici și copii mai mici, 1988;
- Trei zile anapoda (roman-basm), 1988;
- Ioana și alte duminici (proză scurtă), 1985;
- Singur, aproapele meu (roman), 1994.

## Premii
- Premiul Tineretului pe anul 1985, pentru volumul de proză scurtă Ioana și alte duminici, 1985,
- Premiul Asociației Scriitorilor din Arad pentru proză, pe anul 1994, pentru romanul Singur, aproapele meu, Editura Sofia, Arad, 1994.

## Aprecieri critice
- Pentru cine a citit cărțile anterioare ale lui Dumitru Toma, conexiunile sunt numaidecât evidente: acuitatea observației, verva narativă, siguranță în definirea timpolgiilor și, nu la urmă, suplețea și eleganța stilului leagă aceste cărți chiar dacă, acum, câmpul de manevră este altul. Prozele scrise cu o siguranță demnă de invidiat au un ce care le imprimă forță și expresivitate. Umorul vine, la Dumitru Toma, din bun simț, din sentimentul încurajator că sarea și piperul vieții le formează momentele-limită, care, ulterior, se dovedesc, pe cât de tensionate în clipa trăirii, pe atât de comune. (Marian Odangiu, În tradiția ardeleană, Orizont, nr. 48, 29 noiembrie 1985)
- Eroii aceștia provin din Cehov și din Caragiale și retrăiesc astăzi o nouă tinerețe. Ironia, autoironia, textualismul, fuga de melodramă duce însă într-un spirit ușor persiflant la recunoașterea stereotipiilor vieții, a tabieturilor, a supremației automatismelor. Un asemenea univers înlătură pasiunile mari, face imposibilă lupta cu destinul, tragicul este înlocuit cu melancolia, râsul cu ironia. (Gheorghe Schwartz, Dumitru Toma, Ioana și alte duminici, în Flacăra Roșie, 24 noiembrie 1985)
- Dumitru Toma oferă cititorului satisfacția secretă pe care o caută acesta în orice text epic (anume, un soi de identificare afectivă cu protagoniștii), luând însă câteva măsuri de precauție în ceea ce privește raporturile naratorului cu paginile care sunt scrise de povestea respectivă; el este, pe rând, povestitor, intermediar și interpretul propriului text, căruia, în cazul în care îi va afla - prin funcția critică a discursului epic - compoziția secretă, îi va dezvălui realitatea și mesajul, adică ceea ce se cere unei proze realiste. Fapt este că luându-și în serios toate cele trei roluri, Dumitru Toma reușește să scrie câteva povești simple, adevărate, cinstite, cum dorește naratorul însuși; Ioana și alte duminici impune numele lui Dumitru Toma printre certitudinile prozei noastre de azi. (Ioan Holban, Povești simple și mitologicale, Cronica, 11 aprilie 1986)
- Problema pe care ne-o insinuează prozatorul se cristalizează pe măsură ce succesiunea acestor schițe duce la o tipologie a habitatului, care ocrotește și în final înăbușe faptul epic. În fond, e vorba de smulgerea, din partea cititorului, a unei opțiuni pentru o anumită variantă a existenței, în spațiul închis al camerei. Suprasaturarea privirii cu peisaj și al plămânilor cu aerul proaspăt al zărilor devine la Dumitru Toma încă o trapă (mascată), prin care o posibilă evadare eșuează tot într-un spațiu de sorginte claustrofobă. În gândirea epică a prozatorului putem identifica o adevărată plăcere de retrăire, prin fiecare personaj, a complexelor generate de cutia-cameră. Acest act se realizează cu obstinație până la epuizarea resurselor psihice... mai ales ale personajelor. (Cristian Stamatoiu, Căutând o cameră mobilată, Vatra, nr. 7, iulie 1986)